# Conseil de souveraineté (1967)
Pour les articles homonymes, voir Conseil de souveraineté.
Le Conseil de souveraineté de 1967 est l'organe exécutif mis en place en 1967 au Soudan. Il remplace le Conseil de souveraineté de 1965. Il est renversé en 1969.

## Composition
- Président : Ismail al-Azhari
- Membres : Fadhel Al Bouchra al-Mahdi, Dawood Al-Khalifa Abdallah, Khader Hamad, Jervis Yak